# Голод на Сомалійському півострові (2011)

Країни Африканського Рогу

Голод на Сомалійському півострові — голод, що охопив Сомалійський півострів у результаті сильних посух на території всієї Східної Африки. Посуха, що вважається «найсильнішою за останні 60 років», викликала серйозну кризу продовольства у Сомалі, Ефіопії та Кенії, що загрожує життю понад 10 мільйонів людей. Інші країни Східної Африки та їхні сусіди, такі як Джибуті, Судан, Південний Судан та частково Уганда, теж зазнали наслідків кризи.
20 липня 2011 року ООН офіційно на підставі аналізів оголосила голод у деяких регіонах на півдні Сомалі, вперше за майже тридцять років. Орієнтовно десятки тисяч людей вже померли в південних регіонах Сомалі до оголошення голоду. Гостра нестача фінансування міжнародної допомоги, а також проблеми безпеки в регіоні, перешкодили гуманітарній допомозі в період кризи.

## Передумови
Погодні умови Тихого океану, зокрема відчутні прояви Ла Нінья (сезонного періоду зниження температури на поверхні океану), два сезони підряд перешкоджали випадінню сезонних дощів. У Кенії та Ефіопії дощів не було останнього року, у Сомалі — останні два роки. На багатьох територіях рівень опадів впродовж головного сезону дощів (кінець березня — початок червня) становив менше 30 % від середнього у 1995—2010 роках. Нестача опадів призвела до значних втрат худоби, подекуди до 40 %-60 %, що зменшило кількість молочної продукції, а також до особливо невдалого врожаю. До вересня дощів не очікується. Криза посилюється активністю повстанців з групування Аль-Шабаб на південних територіях Сомалі. 2009 року це групування заборонило діяльність іноземних гуманітарних організацій на контрольованих ним територіях у центрі та на півдні Сомалі.

## Гуманітарна ситуація
За словами координатора ООН у Сомалі, голод може поширитися на всі вісім провінцій держави, якщо не вжити термінових заходів. Журнал «The Economist» повідомляє, що масовий голод може скоро торкнутися всього півострова, «ситуація…якої 25 років не бачили». Згідно з ООН, поточне стихійне лихо, що розгортається в регіоні, може стати наймасовішим голодом за останні 60 років, якщо йому швидко не запобігти.
Ціни на продукти першої необхідності піднялися на 240 % на півдні Сомалі, 117 % у південно-східній Ефіопії, 58 % на півночі Кенії.. Частка дітей, які недоїдають сягнула 30 % в окремих регіонах Кенії та Ефіопії та понад 50 % на півдні Сомалі. Принаймні 11,3 млн людей у регіоні, за словами ООН, потребують допомоги з харчами, 3,7 млн з яких перебувають у Сомалі. Як повідомляє «World Vision International», сім'ї готові віддати заміж своїх дочок, віком від 13 років, аби лише отримати калим, щоб придбати харчі.
Понад 800 000 жителів покинули Сомалі, більшість з них перебралися до Кенії та Ефіопії. Три табори для біженців розташовані у кенійському місті Дадааб. Наразі у Кенії перебувають як мінімум 440 000 біженців, хоча держава спроможна обслуговувати максимум 90 000. При цьому щоденно з півдня Сомалі прибувають понад 1400 біженців. Також повідомляють, що багато людей померло в дорозі. Дитяча смертність у таборах зросла втричі за останні кілька місяців, як повідомляє ООН. Загальний рівень смертності складає 7,4/10000 на день, що більш ніж у сім разів перевищує «критичний» денний рівень 1/10000.
У таборах Дадааба також поширюється епідемія кору, повідомляється про 462 випадки зараження та 11 смертей. Епідемія також розповсюдилася на Ефіопію та Кенію, де пояснюється зокрема проблемами з біженцями. У 2011 році на кір у цих країнах захворіло понад 17 000 людей, з них як мінімум 114 померли. За статистикою, кількість дітей з ризиком захворювання становить 2 мільйони Можливо, епідемія в Ефіопії є причиною спалаху кору в США та інших розвинутих країнах.
ВОЗ стверджує, що в Ефіопії через перенаселення та антисанітарні умови «8,8 мільйонів людей знаходяться під ризиком захворювання на малярію, а 5 мільйонів — на холеру».

## Міжнародна реакція
19 липня президент Сомалі Шаріф Шейх Ахмед оголосив голод у країні та закликав іноземні уряди та фізичних осіб до термінових пожертв. 20 липня ООН офіційно оголосила голод у деяких частинах південної частини Сомалі, вперше після голоду в Ефіопії (1984—1985), що призвів до смерті понад мільйона людей. Оголошення відбулося після отримання нових даних аналізу від комітету ООН, що підтвердили відповідність ситуації всім трьом критеріям масового голоду: 1) понад 30 % дітей страждають від гострої нестачі їжі; 2) більше 2 дорослих або 4 дітей з 10 тисяч осіб щоденно помирають від голоду; 3) населення має доступ менш ніж до 2 100 кілокалорій їжі та 4 літрів води на день.